# Субаш-Аты
Суба́ш-Аты́ (тат. Субаш Аты) — село в Арском районе Республики Татарстан, в составе Утар-Атынского сельского поселения.

## Этимология названия
Топоним произошёл от татарского слова «су» (вода), гидрографического термина «баш» (исток) и гидронима «Аты».

## География
Село находится в верховье реки Атынка, в 18 км к северо-западу от районного центра, города Арска.

## История
Основание села Субаш-Аты (до 1960-х было известно под названием Малые Аты) относят ко второй половине XVII века.
В сословном отношении, в XVIII столетии и вплоть до 1860-х годов жителей села причисляли к государственным крестьянам. Их основными занятиями в то время были земледелие, скотоводство, пчеловодство, ткацкий промысел.
В «Списке населенных мест по сведениям 1859 года», изданном в 1866 году, населённый пункт упомянут как казённая деревня Малые Аты (Субаш-Аты) 2-го стана Казанского уезда Казанской губернии. Располагалась при речке Атынке, по левую сторону Сибирского почтового тракта, в 65 верстах от губернского города Казани и в 15 верстах от становой квартиры в заштатном городе Арске. В деревне в 82 дворах жили 543 человека (267 мужчин и 276 женщин). Была мечеть.
По сведениям из первоисточников, в начале XX столетия в селе действовала мечеть.
В 1919 году в селе была открыта школа крестьянской молодёжи. В 1933–1969 годах в селе действовал республиканский детский дом.
С 1931 года в селе работали коллективные сельскохозяйственные предприятия, с 2015 года — сельскохозяйственные предприятия в форме ООО.
Административно, до 1920 года село относилось к Казанскому уезду Казанской губернии, с 1920 года — к Арскому кантону, с 1930 года – к Арскому району Татарстана.

## Население
Национальный состав
Согласно результатам переписи 2002 года, в национальной структуре населения села татары составляли 100% из 245 человек.

## Экономика
Полеводство, мясо-молочное скотоводство, овцеводство.

## Социальные объекты
Начальная школа, библиотека, клуб, медицинский пункт.

## Религиозные объекты
Мечеть (с 1995 года).